# باشگاه فوتبال ست
باشگاه فوتبال ست ۳۴ یک باشگاه فوتبال فرانسوی است که در ست مستقر است و در سال ۱۹۰۱ با نام المپیک ست تأسیس شد. این باشگاه دو بار قهرمان لیگ فرانسه (در سال های ۱۹۳۴ و ۱۹۳۹) و همچنین دو بار قهرمان جام حذفی فرانسه (۱۹۳۰ و ۱۹۳۴) شده است. در سال ۱۹۳۴ آنها اولین باشگاهی بودند که قهرمان لیگ و جام حذفی فرانسه شدند. در آن زمان، آنها از ورزشگاه ژرژ بایرو استفاده می‌کردند. تا سال ۱۹۶۰، این باشگاه نقش مهمی در مسابقات قهرمانی فوتبال فرانسه داشت، اما به دلیل مسائل مالی، مجبور شد وضعیت حرفه‌ای را کنار بگذارد. از دهه ۱۹۷۰ تا ۲۰۰۵، این باشگاه در سطوح متوسطه بازی می‌کرد، قبل از اینکه به مدت یک فصل پس از پایان در رده سوم قهرمانان ملی، به لیگ ۲ دسترسی پیدا کند.
این باشگاه در حال حاضر در لیگ ملی ۲، رده چهارم فوتبال فرانسه بازی می‌کند و بازی‌های خود را در ورزشگاه استاد لوئیس میشل انجام می‌دهد.

## افتخارات
- قهرمان فرانسه (بالاترین سطح): ۱۹۳۴، ۱۹۳۹
- برنده جام حذفی فرانسه: ۱۹۳۰، ۱۹۳۴
- فینالیست جام فرانسه: ۱۹۲۳، ۱۹۲۴، ۱۹۲۹، ۱۹۴۲
- قهرمان بخش افتخاری جنوب شرقی: ۱۹۲۰، ۱۹۲۱، ۱۹۲۲، ۱۹۲۳، ۱۹۲۴، ۱۹۲۵، ۱۹۲۶، ۱۹۶۸.
- قهرمان اوسفسا لنگدوک: ۱۹۰۷، ۱۹۰۹، ۱۹۱۰، ۱۹۱۱، ۱۹۱۲، ۱۹۱۳، ۱۹۱۴.
- قهرمان بخش افتخاری لنگدوک-روسیلون: ۲۰۱۲
- قهرمان سی‌اف‌ای۲ گروه جی: ۲۰۱۴
- قهرمان سی‌اف‌ای گروه بی: ۲۰۰۱
- قهرمان گروه جنوب دسته سوم: ۱۹۸۳